# Sporting Union agenais (football)
Pour les articles homonymes, voir Sporting Union Agen.
 (janvier 2021).
La mise en forme du texte ne suit pas les recommandations de Wikipédia : il faut le « wikifier ».
Les points d'amélioration suivants sont les cas les plus fréquents. Le détail des points à revoir est peut-être précisé sur la page de discussion.
- Les titres sont pré-formatés par le logiciel. Ils ne sont ni en capitales, ni en gras.
- Le texte ne doit pas être écrit en capitales (les noms de famille non plus), ni en gras, ni en italique, ni en « petit »…
- Le gras n'est utilisé que pour surligner le titre de l'article dans l'introduction, une seule fois.
- L'italique est rarement utilisé : mots en langue étrangère, titres d'œuvres, noms de bateaux, etc.
- Les citations ne sont pas en italique mais en corps de texte normal. Elles sont entourées par des guillemets français : « et ».
- Les listes à puces sont à éviter, des paragraphes rédigés étant largement préférés. Les tableaux sont à réserver à la présentation de données structurées (résultats, etc.).
- Les appels de note de bas de page (petits chiffres en exposant, introduits par l'outil «  Source ») sont à placer entre la fin de phrase et le point final[comme ça].
- Les liens internes (vers d'autres articles de Wikipédia) sont à choisir avec parcimonie. Créez des liens vers des articles approfondissant le sujet. Les termes génériques sans rapport avec le sujet sont à éviter, ainsi que les répétitions de liens vers un même terme.
- Les liens externes sont à placer uniquement dans une section « Liens externes », à la fin de l'article. Ces liens sont à choisir avec parcimonie suivant les règles définies. Si un lien sert de source à l'article, son insertion dans le texte est à faire par les notes de bas de page.
- La présentation des références doit suivre les conventions bibliographiques. Il est recommandé d'utiliser les modèles {{Ouvrage}}, {{Chapitre}}, {{Article}}, {{Lien web}} et/ou {{Bibliographie}}. Le mode d'édition visuel peut mettre en forme automatiquement les références.
- Insérer une infobox (cadre d'informations à droite) n'est pas obligatoire pour parachever la mise en page.

Pour une aide détaillée, merci de consulter Aide:Wikification.
Si vous pensez que ces points ont été résolus, vous pouvez retirer ce bandeau et améliorer la mise en forme d'un autre article.
Maillots
Dernière mise à jour : 12 octobre 2023.
Le Sporting Union agenais football est un club français de football fondé en 1922 et basé à Agen dans le département de Lot-et-Garonne. C'est comme la fameuse section rugby locale, la section football du club omnisports du même nom. Le club évolue actuellement en Régional 2 de la Ligue de football Nouvelle-Aquitaine. 

## Histoire
La section football du SU agenais fut créée en 1922. Il s'agissait de la première équipe de football à Agen et dans le Lot-et-Garonne dans son ensemble. Son premier président était M. Alzieu. Robert Rabal (1904-1982, résistant, typographe et journaliste à la Dépêche, premier adjoint du Dr Esquirol) a aussi été un des premiers footballeurs agenais malgré sa préférence plus tard pour le rugby. 
La cohabitation avec les rugbymen se passe fort mal, et dès 1924, les footballeurs quittent le SU Agen pour rejoindre le Véloce-Club Agenais. Un club omnisports fondé le 22 mars 1922 et disparu en 1930. 
Le 22 juillet 1938, un nouveau club omnisports appelé Agen Sportif et basé place du 14 juillet, est fondé. Il est présidé par un industriel très connu, M. Grange, qui ouvrait une section football intégrée à la Ligue du Midi. L’effectif se chiffrait alors à une trentaine de joueurs, très jeunes pour la plupart, encadrés par un entraîneur-joueur autrichien et deux autres professionnels français. La seconde guerre mondiale entraîna à nouveau la mise en sommeil de cette section. 
Ce n'est que le 13 juin 1946 que devait naître le Red Star Agenais basé au vélodrome Paul Dangla (à l'emplacement actuel du CES). On trouve trace par exemple d'un match important de coupe de France joué contre le SBUC au stade Armandie avec dans l'équipe le tout jeune Gérard Vauthier (déjà titulaire en équipe 1 à 15 ans), le jeune goal Léonard ou encore Guillouet et Panno. Peuvent aussi être cités des joueurs comme Martinez, Ollax, Janin, Escrig ou les frères Rox. Pour l'anecdote, les joueurs se rassemblaient dans un café nommé "Barville" place de la volaille. 
Il faut ensuite attendre le 7 juillet 1960 pour revoir une section football au SU Agen à l'issue d'une fusion, point de départ d'un parcours brillant. Afin d'éviter les conflits avec les rugbymen, les footballeurs possèdent leur propre stade : le stade Genevois, situé rue de Sevin à l'emplacement actuel des serres municipales et du fronton de pelote basque. Ce stade est équipé de projecteurs pour les matchs en nocturne en 1968. Un an après cette amélioration des installations, le club accède en Division d'Honneur. 
En 1963, le président Carré recrute l'ex-pro René Sergent comme entraîneur-joueur. Né le 26 février 1920 à Oran (Algérie), et décédé le 14 avril 1994 au Blanc-Mesnil, le milieu gauche possède une solide réputation ayant évolué de 1937 à 1947 au Red Star parisien (de Saint-Ouen-sur-Seine cette fois) puis à Rennes ou Le Mans. Il remporta en particulier avec le Red Star le championnat de D2 en 1939 puis la coupe de France en 1942. 
Sous son impulsion, le club accède en Promotion d'Honneur.  
En 1965, un autre ancien joueur professionnel, Joseph Télléchéa, prend le relais comme capitaine-entraîneur pour 4 saisons.  Né le 27 novembre 1926 dans la région parisienne à Drancy, de parents issus de l’immigration espagnole, "Jo" découvre le football du côté de la Courneuve, avant de signer un contrat de joueur professionnel au FC Sochaux, où il restera 15 ans (1946-1961). 
Ses états de service sont éloquents : 472 matches disputés, dont 376 en Ligue 1 ; 3 sélections en équipe de France, et un but mémorable contre l’URSS, et leur grand gardien Lev Yachine, surnommé l’araignée noire ; un titre de champion de France de L2 en 1947, une Coupe Drago en 1953 et une finale de Coupe de France en 1959 avec Sochaux ; une autre Coupe Drago avec le RCFC (Besançon) en 1962, club où il évoluera de 1961 à 1963.
Tous les spécialistes du football parleront de sa finesse technique, de son élégance, de son intelligence dans le jeu, d’une figure de modestie. Ainsi, pour lui, c’était l’équipe d’abord, il était plus soucieux de la collectivité que de sa propre réussite.
La formation de jeunes joueurs, assurée notamment par Pierre Fernandez, permet au club de briller dans les catégories de jeunes. Ce dernier est nommé entraîneur de l'équipe fanion par le président Faure en 1969.

Progressivement, les joueurs juniors qu'il avait sous sa responsabilité sont intégrés à l'équipe fanion et finissent par former son ossature. Ainsi, lors de la saison 1973-1974 achevée à la 7ème place de la Division Honneur (Ligue du Sud-Ouest), on retrouve autour du capitaine Serge Vauthier le gardien Serge Lafon mais encore Cuesta, Daubas, Boubées, Constantin, Pech, Racois, Zielinski, Carrat, Jacques Soulé, Franck Monségur, Bonetto, Camblon...

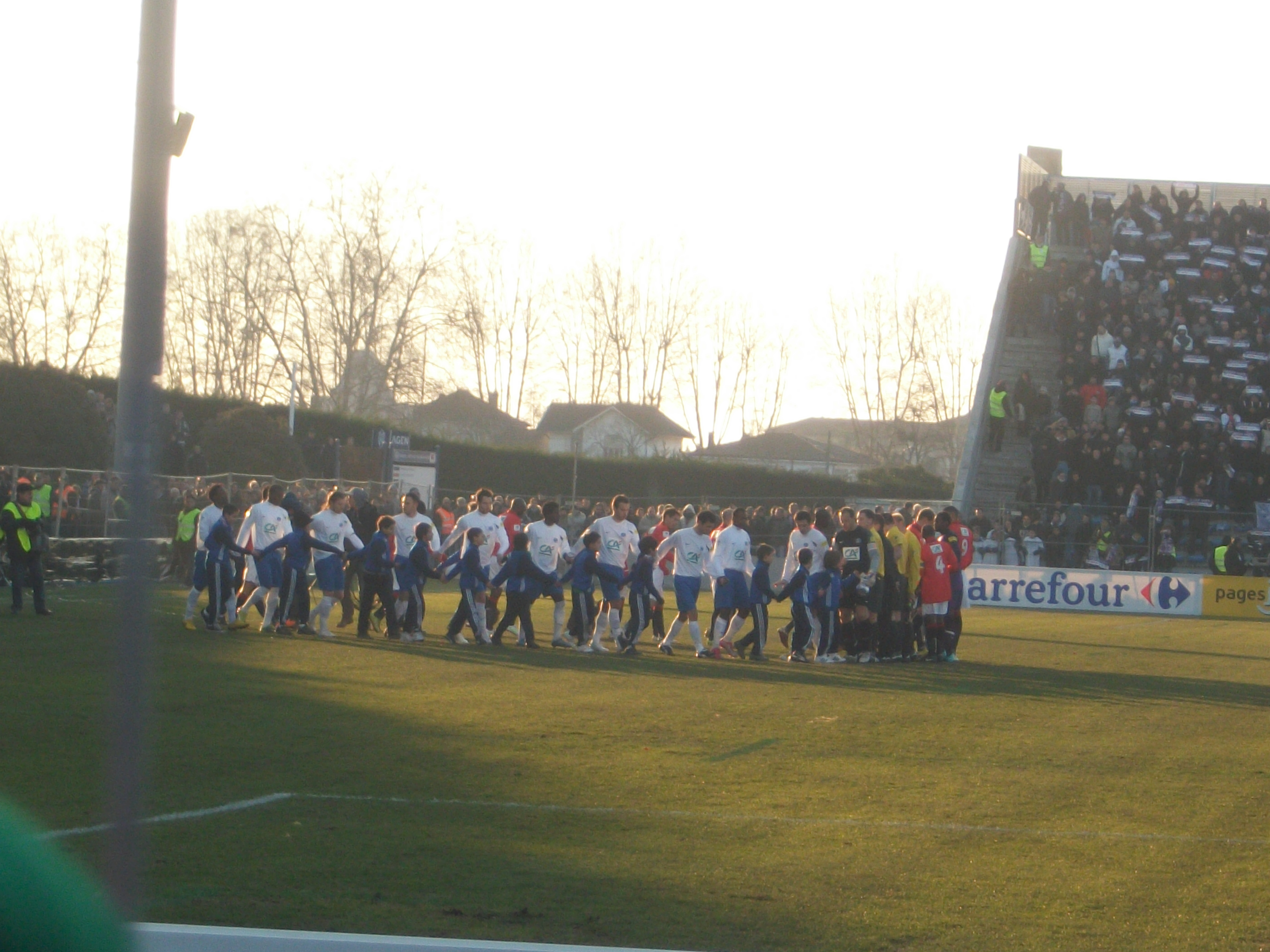
Entrée des joueurs lors du match de Coupe de France face au Paris St-Germain.

À la lutte avec Montfourat et Lège, les Agenais enlèvent leur premier titre de DH en mai 1975 avec dans  le groupe Serge Lafon (stoppé par une fracture de la jambe) puis le junior Guilbert, Patrick Maioroff, Patrice Nougaro, Bonetto, Racois, Franck Monségur, Henri Zielinski, Daniel Pech (l'ancien de Malakoff arrivé au club en 1973), Jean-Michel Constantin, Patrick Cuesta, Philippe Savaroche, Michel Ruiz et encore Gérard Vauthier (35 ans), Valero, Jovelin, Machurez et Comblon. 
En 1974, le stade Genevois est ensuite intégré au sein du parc municipal des sports comprenant également le stade Armandie de rugby à XV et le stade Robert Rabal d'athlétisme. Le stade Genevois déplacé rue de Lille perd alors son nom pour être rebaptisé "stade d'honneur du Parc municipal des sports". Le nouveau site est doté des vestiaires actuels (sans le club-house et les locaux administratifs ajoutés par le Dr Chollet à la fin des années 90) ainsi que de deux préfabriqués. 
Le club est alors présidé par le docteur Rouzade tandis que Pierre Fernandez est toujours en charge au poste d'entraîneur de l'équipe fanion. La promotion dans les championnats nationaux (D3 en 1975-1976) se limite à une seule saison durant laquelle Pierre Fernandez, fatigué, démissionne, pour ne plus se consacrer qu'aux jeunes. Gérard Vauthier puis l'éphémère Pierre Urruty termineront une saison très difficile où le SUA finira bon dernier (16ème). Composition du 11 contre les Girondins de Domergue (et du jeune Dominique Maioroff, originaire d'Agen, formé aux Girondins de Bordeaux et joueur au SO Châtellerault quelques années plus tard) : Guilbert - Patrick Maiorroff - Racois - Nougaro - Souviraa - Pech - Constantin - Savaroche - Monségur - Cuesta - Soulé. 
En 1976-1977, le club désormais présidé par M. Garnier (père de Laurence Maioroff) et accompagné par le fidèle Sannier parvient à rebondir sous l'impulsion d'un nouveau joueur-entraîneur : Gilles Thiébaut. Né le 04 avril 1949, ce dernier arrive de Châteauroux (D2) et a également évolué à Chaumont, Troyes (D2) et Metz (D1). Il impose une nouvelle dynamique qui se conclut par une belle victoire à domicile rue de Lille contre le Stade montois (Thiebaut - Souviraa - Maioroff - Pech - Cuesta - Lafon - Vauthier - Jovelin - Soulé - Ruiz - Lucerga - Gargat - Monségur - Marchabal).  
L'équipe des années précédentes se voit apporter du sang neuf par les jeunes Gargat (avant-centre), Nicoli, Lucerga, Boualam ou Boccanfuso. 
En 1977-1978, le club devenu stable parvient à se maintenir en D3 (12ème). Le SUA évolue contre Montmorillon, Aixe-sur-Vienne, Blois, le FC Yonnais, Bourg-La-Roche, Châtellerault, Poitiers, Cholet, La Rochelle, Niort, Cerisay, Libourne et Villenave. Surtour des matchs de gala opposent les agenais aux réserves des Girondins de Bordeaux et du FC Nantes. Le SUA ramène ainsi un nul 1 à 1 du stade Marcel-Saupin (but de Constantin à la 5ème et de Reynald Denoueix à la 15ème) : Lafon - Guignard - Ruiz - Monségur - Cuesta - Pech - Nicoli - Pavageau - Constantin - Gonzalès - Cabedo - Marchabal - Thiebaut. 
La saison 1978-1979 sera beaucoup plus difficile et se conclura par une descente dans la nouvelle quatrième division. Le club a perdu Pavageau reparti en Vendée et intègre toujours de jeunes joueurs comme Rousseau dans les buts, Jeanroy en numéro 10 ou encore Guillem, Bull et Chaudron. 
Pourtant les agenais réussiront un exploit en battant à domicile les Girondins 3 buts à 1. 
La saison 1979-1980 en 4ème division toujours sous la houlette du président Garnier est tout aussi difficile. Gilles Thiébaut ayant quitté le club pour Saint-Georges les Ancizes, le SUA échoue à recruter un nouveau grand nom extérieur. Ni Christian Montes, ancien gardien de but de Monaco et des Girondins de Bordeaux, ni José Galéra, président de la commission des jeunes du district de Gironde, ne rejoignent Agen. C'est donc finalement le fidèle Gérard Vauthier puis le coach des juniors Jean-Philippe Labourdette qui prendront en mains l'équipe fanion encore renouvelée avec par exemple les jeunes Bull, Préleur, Clouet, Delpech, Souibès ou encore Fabrice Boulignat. Le groupe contre l'Aviron bayonnais : Rousseau - Boccanfuso - Guignard - Clouet - Delpech - Pech - Marchabal - Nicoli - Constantin - Cuesta - Gargat. Résultat : une 13ème place synonyme de retour en Honneur. 
Le club évoluera à ce niveau 4 saisons consécutives (8ème en 1980-1981 - 8ème en 1981-1982 - 7ème en 1982-1983 - 10ème en 1983-1984) sans se distinguer particulièrement. Beaucoup d'anciens sont partis tel Pech ayant rejoint le Tarn-et-Garonne en 1980. PIerre Fernandez a lui aussi rejoint le club de Montanou. Jean-François Labourdette coache en honneur une seule saison.  
Le retour de Pech en 1982 et l'arrivée aux commandes de l'ancien joueur professionnel Christian Laudu n'y changeront rien. Ce dernier ancien portier du Red Star, de Reims et d'Avignon remets pourtant les gants. Arrive aussi Aparicio en provenance de Toulouse-Fontaines. Raymond Georges venu des juniors s'impose également ainsi que les jeunes Michel et Philippe Cuny.  Maurice Marchabal, Daniel Bul, Guillem ou Souibès sont également présents  
La saison 1983-1984 s'annonce sous les meilleurs auspices. Jacques Gastal garde les buts. Félicien Lemaire, William Leblan et Dominique Maioroff sont actifs en défense. Le capitaine Michel Ruiz est épaulé par Cayrel, Lucerga, Bortolussi, Daniel Bul et les jeunes Philippe Carret ou Eric Préleur. Sont également dans le groupe Michel et Philippe Cuny, Labarde, Majou, Pirotte et Brunel. Pourtant malgré quelques bons résultats contre le Saint-Symphorien de Charles Camporro, Castets-en-Dorthe ou Saint-Seurin, c'est la douche froide en fin de saison avec une 10ème place synonyme de glissement en DHR. 
Le style imposé par Christian Laudu ne passant pas avec toute le monde, s'ensuit une première grande crise avec le départ de 80 joueurs ! De fait la composition de l'équipe fanion a beaucoup changé en 1984-1985. Autour du capitaine Michel Ruiz, on retrouve désormais Camara, Leblan, Bul, Maioroff, Morin, Pirotte, Soulbès, Delpech, Kouchy, Lucerga, et Hantsen. Contre toute attente, c'est une réussite avec une remontée immédiate en Honneur. 
Alternant entre DH et DHR, Christian Laudu restera finalement 8 saisons au club en terminant sur une note positive (5ème en Honneur - saison 1989-1990). 
Champion de Division Honneur Aquitaine en 2005-2006, le SUA accède à la CFA 2 où il se maintient 6 saisons jusqu'en juin 2012. 
En Coupe de France, les Agenais disputent les 16es de finale de l'édition 2009-2010. Le parcours s'achève par une défaite 3-0 à Beauvais. Bis repetita la saison suivante avec un 16e de finale programmé à domicile face au Paris Saint-Germain.
Début 2018, le transfert de Aymeric Laporte permet de sauver le club de la faillite. Le transfert de l'international français formé au club, de l'Athletic Bilbao à Manchester City, permet au club de récupérer 650 000 €, soit 1 % du montant total du transfert.
Après plusieurs démêlés judiciaires, le club semble avoir retrouvé sa sérénité. L'équipe fanion est en tête de sa poule en R3. L'équipe réserve évolue en D1 et l'équipe 3 en D4.  
La filière féminine est également très présente avec une équipe Séniors F évoluant en R2. 
Le club attire de nombreux jeunes et compte 450 licenciés encadrés par 70 éducateurs. 
En juillet 2021, le SUA a entrepris un rapprochement avec le club de l'Entente Boé Bon-Encontre et créé un groupement de jeunes par le biais d'une convention de trois ans. Le Boé Agen FC consiste ainsi à mettre en commun toutes les équipes de jeunes de 12 à 19 ans filles et garçons ce qui concerne 300 licenciés évoluant en U12-U13, U14R, U15R1, U16R2, U17R2, U18R1, U10-U13F, U14-U17F, U15 Honneur district, U15 District et U17 Honneur District.
Le SUA Foot a également obtenu les plus hauts labels de la FFF : label Jeunes ELITE, label Féminines OR, label Séniors, label Club lieu de vie.
D'importants travaux se déroulent fin 2021 sur le Parc des sports (nouveau terrain synthétique de dernière génération, terrain de Futsal Outdoor éclairé...) ce qui va permettre au club de préparer avec confiance le centenaire du SUA Foot les 4 et 5 juin 2022.

## Palmarès
- Champion de DH Aquitaine en 1975, 1977 et 2006.
- Champion du District de Lot-et-Garonne en 2019.
- Champion R3 en 2023.
- Champion de la coupe du Lot-et-Garonne en 2025.

## Couleurs du club
Les couleurs du club sont le bleu et le blanc. Elles reprennent comme pour la fameuse section rugby, celles du club omnisports du même nom. Le club y ajoute parfois un scapulaire blanc ou bleu selon la couleur du maillot.

## Historique du logo

Logo du SU Agen jusqu'en 2013.
Logo du SU Agen du 2013 à 2020.
Logo actuel du club.

## Entraîneurs
- 1963-1966 : René Sergent
- 1966-1970 : Jo Telléchéa
- 1970-1975 : Pierre Fernandez
- 1975-1976 : Pierre Fernandez puis Gérard Vauthier puis Pierre Urruty
- 1976-1979 : Gilles Thiebaut
- 1979-1980 : Gérard Vauthier puis Jean-François Labourdette
- 1980-1982 : Jean-François Labourdette
- 1982-1990 : Christian Laudu
- 1990-1991 : Dragan Cvetkovic
- 1992-1998 : Gilles Eyquem
- 1998-2000 : Jean-Marc Lucerga
- 2000-2003 : Stéphane Adamietz
- 2003-2007 : Michel Fonseca
- 2007-2013 : Williams Vimbouly
- 2013-2014 : Alexis Jourdan
- 2014-2016 : Nicodème Boucher
- 2016-2017 : Nicodème Boucher puis Williams Vimbouly
- 2017-2018 : Elvin Kalaja
- 2018-2020 : Nicodème Boucher
- 2020-2021 : Smaïl Tahraoui

## Présidents
- Carré
- Queyreur Jacques
- Faure Michel
- Garnier Maurice
- Rouzade Jacques
- Rinderknech Paul
- Vaugelade Pierre
- Maïoroff Patrick
- 1995-2007 : Lafon Serge
- 2007-2011 : Pellicier Thierry
- 2011- 2012 : Pellicier Thierry et Jacques Papon
- Maurin Jean-Michel et Tzouvaras Kostas
- Maurin Jean-Michel et Chenu Thierry
- 2016-2017 : Vimbouly Williams
- 2017-2018 : Brunel Jean-Claude
- Juin 2018-décembre 2018 : Pontens Jean-Pierre
- 2018-2019 : Johan Jourdan, Sandrine Pequignot et Jean-Pierre Pontens
- 2019-2021 : Johan Jourdan et Sandrine Pequignot